# Мольча (деревня)
Мольча (бел. Мольча) — деревня в Чирковичском сельсовете Светлогорского района Гомельской области Беларуси.

## География
Расположена в 7 км на запад от Светлогорска, 8 км от железнодорожной станции Светлогорск-на-Березине (на линии Жлобин — Калинковичи), 117 км от Гомеля.

## Транспортная сеть
Транспортные связи по просёлочной, затем автомобильной дороге Великий Бор — Светлогорск. Планировка состоит из прямолинейной улицы, ориентированной с юго-запада на северо-восток, к которой с севера присоединяется более короткая прямолинейная улица.

## История
Согласно письменным источникам известна с XIX века как селение в Паричской волости Бобруйского уезда Минской губернии. В 1872 году помещик П. Пущин владел здесь 6067 десятинами земли. В 1879 году обозначена в числе селений Чирковичского церковного прихода. Согласно переписи 1897 года действовала часовня. Рядом находился одноимённый фольварк.
В 1929 году организован колхоз. По данным на 1959 год в деревне имелся фельдшерско-акушерский пункт.

## Население

### Численность
- 2004 год — 51 хозяйство, 80 жителей

### Динамика
- 1897 год — 36 дворов, 214 жителей (согласно переписи)
- 1908 год — 42 хозяйства, 393 жителя
- 1916 год — 56 дворов
- 1925 год — 67 дворов
- 1959 год — 385 жителей (согласно переписи)
- 2004 год — 51 хозяйство, 80 жителей